# 爆さまネプナイン
爆さまネプナインは、爆笑問題・さまぁ〜ず・ネプチューン・ナインティナインのお笑い芸人4組を指す語、またその4組が出演するバラエティ番組名。

## 概要
2022年元日の『第55回新春!爆笑ヒットパレード2022』内で、「爆笑ヒットパレード」の55周年企画として爆笑問題・さまぁ〜ず・ネプチューン・ナインティナインの4組が初共演した。その際行われた企画が『祝!55周年記念 BIG4に聞きたい!ルーレットーク』（以下、お笑いBIG4）で、その時点では4組の総称は「爆さまネプナイン」ではなく「お笑いBIG4」だった。
「爆笑ヒットパレード」でのお笑いBIG4企画が好評だったことから、『爆さまネプナイン』として単独特番が放送される（『日バラ8』枠最終回）。
「お笑いBIG4」ではかまいたちが進行を務め、後輩芸人からの質問をもとにルーレットトークを行った。「爆さまネプナイン」では前半をかまいたち・後半をハライチが進行を務め、フジテレビに眠る4組の初々しい映像や衝撃映像などからクイズを出題しトークを展開。

## 企画・コーナー

### お笑いBIG4
BIG4に聞きたいルーレットーク
若手芸人が爆笑問題・さまぁ〜ず・ネプチューン・ナインティナインのお笑いBIG4に聞きたい55個の質問が貼られた巨大ルーレットを回して、選ばれたものに答える。

### 爆さまネプナイン
爆さまネプナインの4組が、フジテレビの膨大なアーカイブの中から厳選したそれぞれの映像にまつわる思い出話やウラ話を披露したり、各部門の最後に出題されるクイズに解答したりする。クイズの獲得ポイントが最も高かったコンビ（トリオ）が優勝となる。
初々しい映像部門
4組の若手時代を貴重映像で振り返る。
体張ってました部門
『新春かくし芸大会』や『FNS27時間テレビ』での奮闘ぶりを紹介。
俳優やってました部門
「爆さまネプナイン」のドラマ出演をまとめて紹介。
どっきり映像部門
『スターどっきり（秘）報告』の名場面を振り返る。
ひな壇クイズ
かつて放送された番組内で、ひな壇に座っていた芸能人が誰なのかを当てるクイズ。
もう1度見たい衝撃映像部門
驚き＆爆笑のハプニング映像が続々登場する。
- 優勝はナインティナインで、優勝賞品として「コンビで行く熱海ペア旅行」「番組特製ペアウォッチ」が贈られた[3]。

## 出演者

### 爆さまネプナイン
- 爆笑問題（太田光・田中裕二）
- さまぁ〜ず（三村マサカズ・大竹一樹）
- ネプチューン（名倉潤・堀内健・原田泰造）
- ナインティナイン（岡村隆史・矢部浩之）

### 進行
- かまいたち（山内健司・濱家隆一）
- ハライチ（岩井勇気・澤部佑）

## スタッフ
- 構成：樅野太紀、大井洋一、中藤洋、長谷川優
- 美術プロデューサー：平井秀樹
- アートコーディネーター：村瀬大
- デザイン：鈴木賢太、杉山宏樹
- 大道具：吉野雅則
- 装飾：門間誠
- 電飾：日下信二
- アクリル装飾：斎藤祐介
- 植木装飾：後藤健
- 布造形：西村怜子
- メイク：春山輝江、大高里絵
- TP：松本英士
- TM：橋本雄司
- SW：上田軌行
- CG：矢代祐一
- VE：石井利幸
- MIX：小清水健治
- LD：三觜繁
- マルチ：上福更記
- 編集：奥山修
- MA：阿部雄太
- 技術協力：ニューテレス、fmt、Roppongi-Lab、マルチバックス
- 音響効果：松長芳樹
- TK：海老澤廉子
- 広報：池田綾子
- 営業：門脇寛至
- デスク：市川亜季
- AD：井上拓也、池上俊、菅沼菜々子、廣井優樹、松本莉紗、木屋朱音、坂口向日葵
- AP：橋本苑香、片岡新己留
- 制作プロデューサー：倉科知美、石川敬大
- ディレクター：北山拓、石川隼、登内翼斗、大村昴平／新井孝輔、牛窪真二
- 演出：原武範
- プロデューサー：滝澤美衣奈
- ゼネラルプロデューサー：朝妻一
- 総合演出：山田賢太郎
- チーフプロデューサー：北口富紀子
- 制作：フジテレビ編成制作局制作センター第二制作室
- 制作著作：フジテレビ